# Johann Häfker

Johann Häfker

Johann Häfker (* 18. Juli 1885 in Hastedt; † 2. April 1948 in Hamburg-Ottensen) war ein deutscher Politiker (NSDAP).
Nach dem Besuch der Volksschule und der Handelsschule arbeitete Häfker als Lagerist in Bremen und ab 1912 als Getreidekontrolleur bei der Firma Franz Albers in Hamburg. Von 1914 bis 1918 nahm er am Ersten Weltkrieg teil.
Zum 30. März 1925 trat er der NSDAP bei (Mitgliedsnummer 1.072). Er war 1933 Mitglied der Hamburgischen Bürgerschaft. Ab 1933 war er in Hamburg für das Gewerbeaufsichtsamt tätig, zunächst als Hafenoberinspektor dann als Hafenamtmann. Er wurde 1935 zum Gewerberat befördert und war ab November 1937 hauptamtlich Kreisleiter.
Häfker trat am 5. Juli 1943 im Nachrückverfahren für den ausgeschiedenen Abgeordneten Fritz Meyer als Abgeordneter in den nationalsozialistischen Reichstag ein, in dem er bis zum Ende der NS-Herrschaft im Frühjahr 1945 den Wahlkreis 34 (Hamburg) vertrat.